# Senden (Selo)
Senden is een bestuurslaag in het regentschap Boyolali van de provincie Midden-Java, Indonesië. Senden telt 2119 inwoners (volkstelling 2010).